# Tylochrominae
A Tylochrominae alcsalád a sugarasúszójú halak (Actinopterygii) osztályába, a sügéralakúak (Perciformes) rendjébe, a Cichlidae családba tartozik.
Cichlidae (Teleostei: Perciformes)
- Tylochrominae
  - Tylochromini (Poll, 1986)
  - Trematocarini  (Poll, 1986)

## Tylochrominiklád
- Tylochromis nem
  - Tylochromis aristoma
  - Tylochromis bangwelensis
  - Tylochromis elongatus
  - Tylochromis intermedius
  - Tylochromis jentinki
  - Tylochromis labrodon
  - Tylochromis lateralis
  - Tylochromis leonensis
  - Tylochromis microdon
  - Tylochromis mylodon
  - Tylochromis polylepis
  - Tylochromis praecox
  - Tylochromis pulcher
  - Tylochromis regani
  - Tylochromis robertsi
  - Tylochromis sudanensis
  - Tylochromis trewavasae
  - Tylochromis variabilis

## Trematocariniklád
- Trematocarina (Poll, 1986) nem ág    
  - Trematocara nem
    - Trematocara caparti
    - Trematocara kufferathi
    - Trematocara macrostoma
    - Trematocara marginatum
    - Trematocara nigrifrons
    - Trematocara stigmaticum
    - Trematocara unimaculatum
    - Trematocara variabile
    - Trematocara zebra

  - Telotrematocara
    - Telotrematocara macrostoma
- Bathybatina (Poll, 1986) nem ág  
  - Bathybates
    - Bathybates fasciatus
    - Bathybates ferox
    - Bathybates graueri
    - Bathybates hornii
    - Bathybates leo
    - Bathybates minor
    - Bathybates vittatus

  - Hemibates
    - Hemibates stenosoma

## Előfordulásuk
Afrika, Tanganyika-tó.